# Identidade de Jacobi
Em matemática, a identidade de Jacobi é a propriedade que uma operação binária pode satisfazer em termos com a ordem de avaliação para a operação dada. A diferença das operações associativas, o comportamento na ordem de avaliação é importante para as operações que satisfazem a identidade de Jacobi.
A identidade foi denominada em honra ao matemático alemão Carl Gustav Jakob Jacobi (1804-1851).

## Definição
Se é definido o comutador dos operadores A e B como:
{\displaystyle \left[A,B\right]=AB-BA}
a identidade de Jacobi é o nome para a equação seguinte:
{\displaystyle \left[X,\,[Y,Z]\,\right]+\left[Y,\,[Z,X]\,\right]+\left[Z,\,[X,Y]\,\right]=0;\,{\text{para todo}}\,\,X,Y,Z}
As álgebras de Lie são o exemplo primário de uma álgebra que satisfaz a identidade de Jacobi. Mas deve ser observado que uma álgebra pode satisfazer a identidade de Jacobi e não por ela ser anticomutativa.